# Orchestre symphonique de Denver

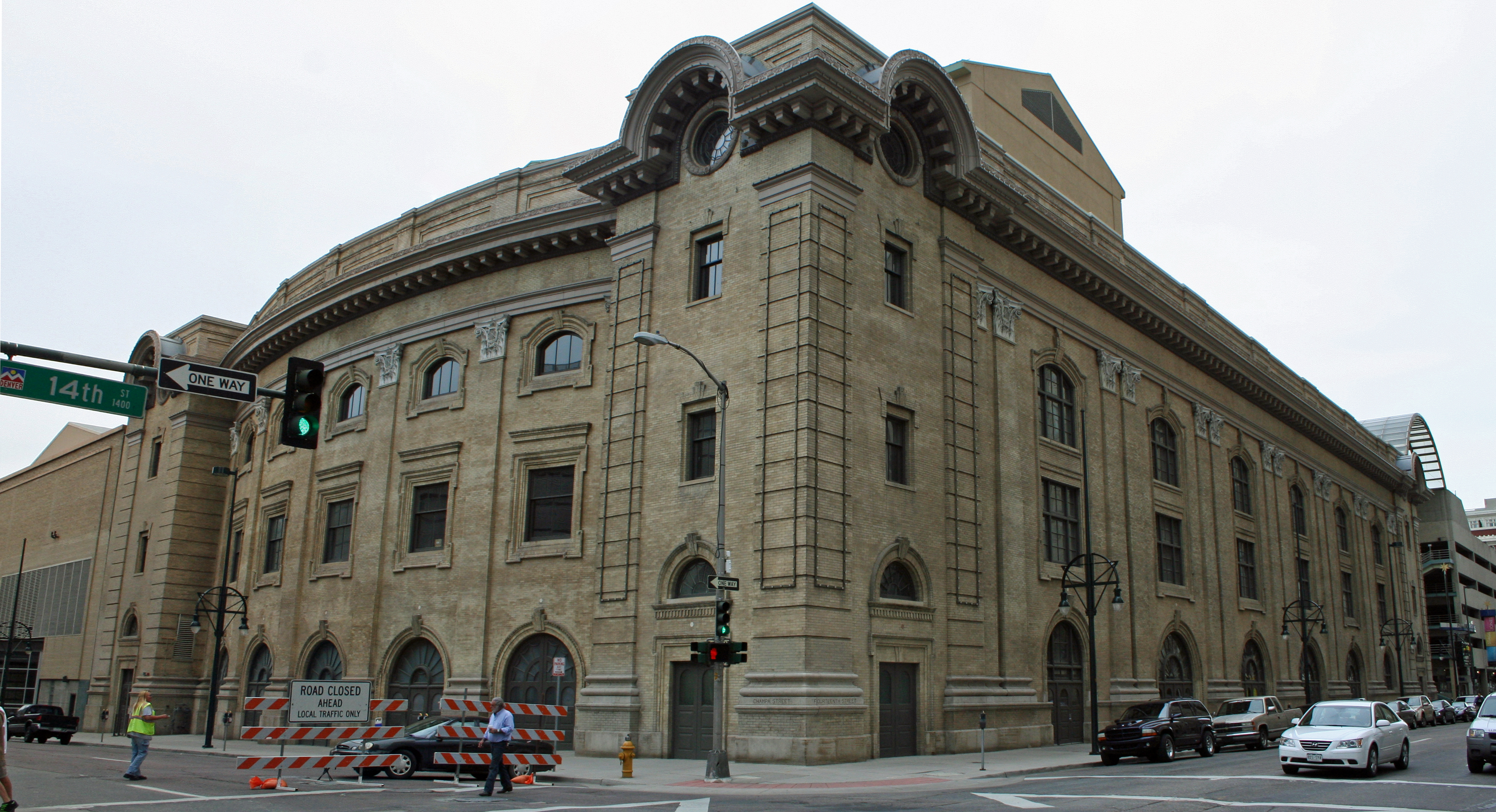
L'auditorium municipal de Denver (aujourd'hui Ellie Caulkins Opera House) a régulièrement accueilli l'orchestre symphonique de Denver.

L'Orchestre symphonique de Denver (en anglais : Denver Symphony Orchestra) est un orchestre symphonique américain fondé en 1921 sous le nom de Civic Symphony Orchestra. Il a fait faillite en 1989 et fusionné l'année suivante avec l'Orchestre symphonique du Colorado.

## Historique
L'Orchestre est fondé en 1921 sous le nom de Civic Symphony Orchestra avant de prendre l'appellation d'Orchestre symphonique de Denver. La formation est dissoute en 1989 et fusionne l'année suivante avec l'Orchestre symphonique du Colorado nouvellement créé.

## Directeurs musicaux
Comme directeurs musicaux de l'orchestre se sont succédé :
- Horace Turemann (1921-1944) ;
- Saul Aston (1944-1964) ;
- Vladimir Golschmann (1964-1974) ;
- Brian Priestman (1970-1978) ;
- Gaetano Delogu (1979-1986) ;
- Philippe Entremont (1986-1989).

## Créations
L'Orchestre symphonique de Denver est le créateur de plusieurs œuvres, d'Alberto Ginastera (Milena, cantate, 1973), Ezra Laderman (Sonore, 1983) et Alexandre Tansman (Diptyque, 1970), notamment.